# Sacha Bansé
Sacha Bansé (Geel, 16 de marzo de 2001) es un futbolista belga, nacionalizado burkinés, que juega en la demarcación de centrocampista para el SpVgg Greuther Fürth de la 2. Bundesliga.

## Selección nacional
Tras jugar con las categorías inferiores de la selección, finalmente el 5 de enero de 2024 hizo su debut con la selección de Burkina Faso en un partido amistoso contra Irán que finalizó con un resultado de 2-1 a favor del combinado iraní tras los goles de Mehdi Taremi y Omid Ebrahimi para Irán, y de Mohamed Konaté para el combinado burkinés.

## Clubes
| Club                        | País     | Año       | Partidos | Goles |
| --------------------------- | -------- | --------- | -------- | ----- |
| SL16 FC                     | Bélgica  | 2022-2023 | 30       | 1     |
| Standard de Lieja           | Bélgica  | 2023      | 4        | 0     |
| Valenciennes F. C. (cedido) | Francia  | 2023-2024 | 30       | 0     |
| Standard de Lieja           | Bélgica  | 2024      | 2        | 0     |
| SpVgg Greuther Fürth        | Alemania | 2024-     | 22       | 1     |